# Heteromesus similis
Heteromesus similis är en kräftdjursart som beskrevs av Richardson 1911. Heteromesus similis ingår i släktet Heteromesus och familjen Ischnomesidae. Inga underarter finns listade i Catalogue of Life.